# Kanton Beaupréau-en-Mauges
Het kanton Beaupréau-en-Mauges, tot 5 maart 2020 Beaupréau, is een kanton van het Franse departement Maine-et-Loire. Het kanton maakt deel uit van het arrondissement Cholet.

## Geschiedenis
Bij toepassing van het decreet van 26 februari 2014, werd op 22 maart 2015 het aangrenzende kanton Montrevault opgeheven en werden de gemeenten van dit kanton opgenomen in het kanton Beaupréau en de gemeente Le May-sur-Èvre werd overgeheveld naar het op dezelfde dag gevormde kanton Saint-Macaire-en-Mauges. Hierdoor nam het aantal gemeenten in het kanton toe van van 12 tot 22.
Op 15 december 2015 fuseerden de gemeenten die voor maart 2015 het kanton vormden, met uitzondering van Bégrolles-en-Mauges en Le May-sur-Èvre, tot de commune nouvelle Beaupréau-en-Mauges en de gemeenten van het voormalige kanton Montrevault tot de commune nouvelle Montrevault-sur-Èvre..

## Gemeenten
Het kanton Beaupréau omvat sindsdien de volgende gemeenten:
- Beaupréau-en-Mauges
- Bégrolles-en-Mauges
- Montrevault-sur-Èvre